# الحسن واكاسو
الحسن واكاسو (بالإنجليزية: Alhassan Wakaso)‏ (7 يناير 1992 بتامالي في غانا - ) هو لاعب كرة قدم غاني في مركز الدفاع. لعب مع نادي ريو أفي ونادي بورتيمونينسي.

## روابط خارجية
- الحسن واكاسو على موقع قاعدة بيانات كرة القدم.إي يو (الإنجليزية)
- الحسن واكاسو على موقع ناشيونال فوتبول تيمز (الإنجليزية)
- الحسن واكاسو على موقع Soccerway.com (الإنجليزية)
- الحسن واكاسو على موقع AS.com (الإسبانية)